# Конверб
Конверб — нефинитная форма глагола, обычно находящаяся в глагольном подчинении.

## Традиция описания конвербов
В связи с тем, что основные европейские языки не содержат конвербов как категорию с собственной морфологией, широкое изучение конверба как кросс-лингвистически валидной категории началось только в середине XX века, во многом благодаря российским лингвистам, изучавшим языки Кавказа.

### Терминология
То, что сейчас принято называть конвербами, в разных научных традициях называлось по-разному. Так, в английском языке были приняты (и сейчас применяются) термины gerund, adverbial participle, во французском — gérondif, в русском широко используется термин, придуманный Мелетием Смотрицким, — деепричастие. Впрочем, в традиционной русистике он так и остаётся главным для обозначения конвербов в русском языке.

### Проблема разграничения конвербов от других форм и частей речи
М. Хаспельмат отвергает предположение Мещанинова о том, что деепричастие — самостоятельная часть речи, так как оно не отвечает принципу автономности, что давало бы ему право считаться отдельными лексемами. Таким образом, конверб считается формой глагола.

#### Нефинитностьконверба
Если понимать финитность как наличие у слова грамматических значений TAM — времени, аспекта и модальности, возникают некоторые сложности с определением конверба как нефинитной формы. Во-первых, ставится под сомнение необходимость применения критерия нефинитности. Так, например, В. Недялков обходится в определении деепричастия без этого понятия и довольствуется лишь указанием на глагольное подчинение. Во-вторых, само проявление признаков финитности континуально и представляет собой шкалу. Так, в языке суахили присутствуют формы, у которых нет специфицированности по времени и модальности, однако есть показатель согласования с субъектом.

## Образование конвербов
Формы конверба в языках мира могут образовываться от глагольных основ присоединением суффиксов (например, в тюркских), префиксов (в бурушаски), паттернов вокализации, клитик (французское en + причастие, см. fr:Gérondif). В некоторых славянских языках, в частности в русском, конверб — исторически — «застывшая» форма причастия (см. деепричастие). Также формы конверба могут редуплицироваться (например, в турецком, лезгинском языках).

## Семантика конвербов
Находясь в синтаксическом подчинении главной клаузе, конвербы, как правило, обозначают некую модификацию ситуации по отношению к ситуации, описываемой в главной клаузе.

### Темпоральное значение
Обычно деепричастные клаузы содержат значение одновременности или предшествования действия, описываемого в главной клаузе.

### Причинное значение
Причинное значение — судя по всему, производное от темпорального, однако прослеживается независимо: в языках мира в предложении с вложенной конвербиальной причинной клаузой может не быть никаких других маркеров этой причинности.

## Синтаксические особенности
Как следует из определения, конверб подчинён главному глаголу в предложении, однако степень его самостоятельности может различаться по языкам мира. Также могут существовать разные типы конвербов в одном и том же языке.

### Образование сериальных конструкций
В некоторых языках конверб может участвовать в образовании сериальной конструкции, чем-то напоминающей конструкции со вспомогательными глаголами в индоевропейских языках. В языке могут присутствовать различные типы конвербов, причём некоторые из них могут употребляться только в сериальных конструкциях, некоторые — только самостоятельно. Как правило, конструкция представляет собой конверб плюс глагол в финитной форме. При этом конверб несёт основной смысл клаузы. Деепричастий в предложении может быть много, а глагол с финитным показателями — один.

#### Участие в clause chaining
Сериальные конструкции с конвербами в некоторых языках (которые не тяготеют к использованию сочинительных союзов или вообще их не имеют) могут выражать множество ситуаций в одном предложении. Как правило, это ситуации, имеющие место последовательно во времени. Объединение конвербиальных клауз в цепочки выглядит следующим образом:
(SUBJ (CONV...)) (SUBJ (CONV...))... FINITE_VERB

### Проблема сочинения—подчинения конвербиальной клаузы
Полипредикативные конструкции с конвербиальными клаузами в разных языках могут проявлять свойства синтиксического сочинения и подчинения. Разные типы конвербов могут участвовать в подчинённых и сочинённых клаузах. Для определения, является ли клауза подчинённой или сочинённой, применяются специальные синтаксические тесты.

### Проблема односубъектности—разносубъектности глаголу главной клаузы
Мартин Хаспельмат выделяет 3 типа конвербов по кореферентности субъекта деепричастия субъекту главной клаузы:
- односубъектные

русский
- разносубъектные
- конвербы, субъект которых может варьироваться

Карачаево-балкарский
Тамыр-лар-ы 	ицир-ип, 	терек	ау-ду.
Корень-PL-3	гнить-CONV	дерево	падать-PST
Корни сгнили, и дерево упало.

### Способность деепричастия иметь выраженный субъект
Конвербы можно разделить на три типа по признаку способности иметь выраженный субъект:
- конвербы, требующие обязательного выражения субъекта
- конвербы, запрещающие обязательное выражение субъекта
- конвербы, которые могут иметь либо не иметь при себе выраженный субъект

Теоретически, возможны любые комбинации этих свойств у деепричастия, однако наблюдаются некоторые корреляции. Например, если конверб запрещает выражение субъекта, то, скорее всего, его субъект кореферентен субъекту главной клаузы.